# Potamilla reniformis
Potamilla reniformis är en ringmaskart som först beskrevs av Bruguiere 1789.  Potamilla reniformis ingår i släktet Potamilla och familjen Sabellidae. Inga underarter finns listade i Catalogue of Life.